# Moin Akhter
Moin Akher (24. december 1950 i Karachi – 22. april 2011, urdu:معین اختر) var en pakistansk skuespiller, komiker, dramatiker, forfatter, sanger, filminstruktør og filmproducer. Akher havde været vært i Kya Aap Banaingay Crorepati? (den pakistanske udgave af Hvem vil være millionær?). Akhtar blev født i Karachi af urdu-talende forældre der ud vandrede fra Mumbai, Indien. Akher var en meget dynamisk og alsidig performer. Han fik sin debut på tv den 6. september 1966 i forskellige tv shows som blev afholdt af PTV for at fejre at Pakistan havde fået sit eget forsvar. Siden har han spillet adskillige roller i TV især sammen med Anwar Maqsood og Bushra Ansari.
Han var elsket for at levere humor til alle aldre, og med en etikette, der stadig er uovertruffen. Hans forsøg på at undgå vulgaritet i sin humor gjorde ham til en publikumsfavorit. Akhtar talte flere sprog flydende, herunder engelsk, bengali, sindhi, punjabi, memon, pashto, gujarati og urdu. Han optrådte ikke kun i Pakistan, men spillede også med i Bakra Qiston Pe og Buddha Ghar Pe Hai med Umer Sharif i Indien.
Akhtar kom i de nationale søgelys og fik kritikkens anerkendelse for sin præstation i dramaet Rosy/Rozy (روذی), hvor han spillede rollen som en kvindelig kunstner. Rozy var en urdu tilpasning af Hollywood- filmen Tootsie med Dustin Hoffman i hovedrollen. I et talk-show, nemlig Loose Talk, som begyndte i 2005 på ARY Digital ,hvor han klædte sig ud som hver eneste person der har været med i de over 400 episoder med interviews af Anwar Maqsood, forfatteren og vært for programmet. Han blev tildelt statsborgerskab i Dallas i 1996 for sine bedrifter. Han er også blandt de bedste pakistanere gennem tiderne.

## Vært
Akhter har været vært på showet hvor følgende personer er blevet inviteret
- Hussein af Jordan
- Gambias premierminister Dawoodi-Al-Joza
- Præsident Zia-ul-Haq
- Premierminister Zulfiqar Ali Bhutto
- Præsident Yahya Khan
- Præsident Ghulam Ishaq Khan
- Præsident Pervez Musharraf hvor i hans nærvær han også imiterede ham
- Den indiske filmskuespiller Dilip Kumar.

## Tv-shows
- Fifty Fifty (komedieserie fra PTV)
- Show Sha
- Showtime
- Studio Dhhaai (Studio 2.5)
- Studio Pone Teen (Studio 2.75)
- Loose Talk (Fra ARY Digital)

## Udvalgte tv-serier
- Rozi
- Dollar Man
- Makaan No 47
- Half Plate
- Family-93
- Eid Train
- Bandar Road Se Keamari
- Such Much
- Aangan Tehra
- Baby
- Rafta Rafta

## Diskografi
Albummet – Tera Dil Bhi Yun Hi Tadpe med sangene:
- Chhorr Ke Jaane Wale
- Choat Jigar Pe Khai Hai
- Ro-Ro Ke De Raha Hai
- Tera Dil Bhi Yun Hi Tadpe
- Dard Hi Sirf Dil Ko Mila
- Dil Ro Raha Hai
- Hoten Hai Bewafa

## Død
Han døde den 22. april 2011 06:15 i Karachi efter et hjerteanfald. Han efterlod sig en kone, tre døtre og to sønner. Hans begravelse blev afholdt i Tauheed moskeen i nærheden af hans bopæl. Tusinder af mennesker deltog i begravelsesbønnen, som blev ledet af Junaid Jamshed.